# Diego Luna

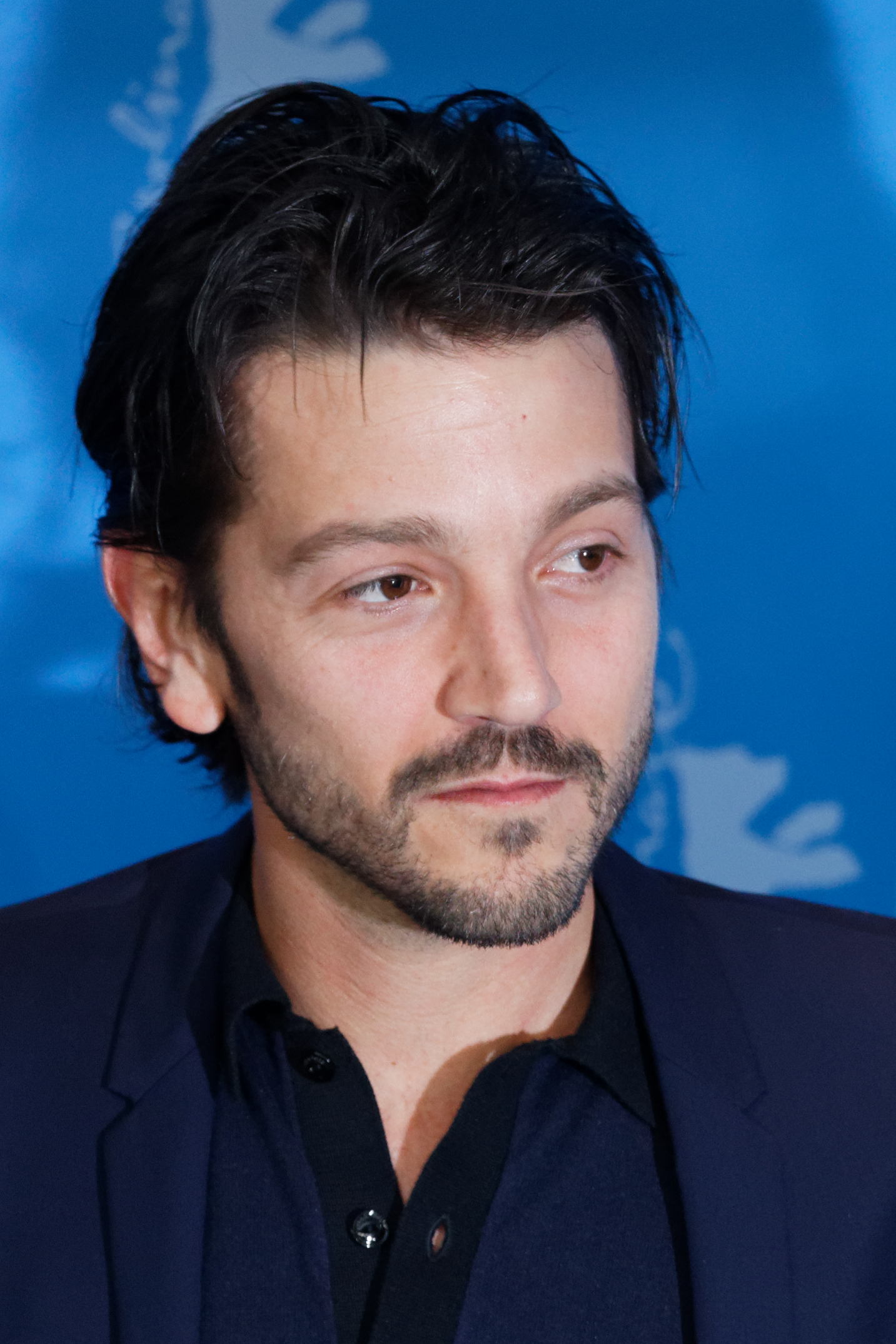
Diego Luna (2017)

Diego Luna Alexander (* 29. Dezember 1979 in Toluca) ist ein mexikanischer Schauspieler und Regisseur. International bekannt wurde er insbesondere für seine Rolle als Cassian Andor in Star Wars: Andor und Rogue One: A Star Wars Story (2016).

## Leben
Luna wurde als Sohn des mexikanischen Beleuchters und Bühnenbildners Alejandro Luna und der britischen Schauspielerin und Kostümbildnerin Fiona Alexander geboren. Er wuchs in Mexiko-Stadt auf. Als er zwei Jahre alt war, starb seine Mutter bei einem Autounfall. Im selben Jahr stand er das erste Mal vor der Kamera.
In den 1990er Jahren folgten einige Auftritte als Schauspieler in kleinen mexikanischen Film- und Fernsehproduktionen. Lunas erster Erfolg auf internationaler Ebene war der Spielfilm Y tu mamá también – Lust for Life, für den er gemeinsam mit Gael García Bernal bei den Filmfestspielen von Venedig den Marcello-Mastroianni-Preis gewann. Nach einer Nebenrolle in Frida, einer Verfilmung des Lebens der mexikanischen Malerin Frida Kahlo, war er 2004 mit seiner Darstellung eines armen Hotelangestellten im US-amerikanischen Film Dirty Dancing 2, für den er tanzen lernte, ebenso erfolgreich wie mit Nebenrollen in Kevin Costners Open Range – Weites Land und Steven Spielbergs Terminal. 2016 spielte er in dem Star-Wars-Spin-off Rogue One: A Star Wars Story den Rebellen-Offizier Cassian Andor, in dem er mit Felicity Jones als Protagonist vor der Kamera stand. 2022 kehrte er zu dieser Rolle in der Fernsehserie Andor zurück.
Auf den 63. Internationalen Filmfestspielen in Cannes präsentierte Luna sein Regiedebüt Abel, die Geschichte eines kleinen traumatisierten Jungen, der glaubt, der Ehemann seiner alleinerziehenden Mutter zu sein. 2017 wurde er in die Wettbewerbsjury der 67. Internationalen Filmfestspiele Berlin berufen. Im Dezember 2022 wurde er für die beste Leistung eines Schauspielers in einer Fernsehserie – Drama in Andor für einen Golden Globe nominiert.
Vom 5. Februar 2008 bis März 2013 war Luna mit der mexikanischen Schauspielerin Camila Sodi verheiratet, die er beim Dreh des Films The Night Buffalo kennengelernt hatte. Am 12. August 2008 brachte Camila Sodi einen gemeinsamen Sohn zur Welt. Im Juli 2010 brachte seine Frau das zweite gemeinsame Kind, eine Tochter, auf die Welt.
Das Time Magazine nahm ihn in seine Liste der 100 einflussreichsten Personen des Jahres 2025 auf.

## Filmografie (Auswahl)

### Schauspieler
- 1999: Der süße Duft des Todes (Un dulce olor a muerte); engl. „A Sweet Scent of Death“
- 2000: Bevor es Nacht wird (Before Night Falls)
- 2001: Y tu mamá también – Lust for Life (Y tu mamá también)
- 2002: John Carpenter’s Vampires: Los Muertos
- 2002: Frida
- 2003: Soldados de Salamina
- 2003: Carambola
- 2003: Open Range – Weites Land (Open Range)
- 2003: Nicotina
- 2004: Dirty Dancing 2 (Dirty Dancing 2: Havana Nights)
- 2004: Terminal (The Terminal)
- 2004: Criminal – Gauner unter sich (Criminal)
- 2006: Sólo Dios sabe
- 2006: Un Mundo maravilloso
- 2006: Fade to Black
- 2007: The Night Buffalo
- 2007: Mister Lonely
- 2008: Rudo y Cursi
- 2008: Milk
- 2008: Las Bandidas!
- 2012: Contraband
- 2013: Elysium
- 2014: Manolo und das Buch des Lebens (The Book of Life, Stimme von Manolo)
- 2014: Cesar Chavez
- 2016: Blood Father
- 2016: The Bad Batch
- 2016: Rogue One: A Star Wars Story
- 2017: Flatliners
- 2018: Beale Street (If Beale Street Could Talk)
- 2018–2020: Narcos: Mexico (Fernsehserie)
- 2019: Berlin, I Love You
- 2019: A Rainy Day in New York
- 2020: Wander Darkly
- 2022: DC League of Super-Pets (Stimme)
- 2022–2025: Andor (Fernsehserie)
- 2024: La Máquina (Fernsehserie)
- 2025: Kiss of the Spider Woman

### Regisseur
- 2010: Abel
- 2014: Cesar Chavez
- 2016: Sr. Pig

## Musikvideos
- 2011: The One That Got Away von Katy Perry